# Pithecellobium velutinum
Pithecellobium velutinum är en ärtväxtart som beskrevs av Nathaniel Lord Britton och Joseph Nelson Rose. Pithecellobium velutinum ingår i släktet Pithecellobium och familjen ärtväxter. Inga underarter finns listade i Catalogue of Life.